# Fú Jiān
Fu Jian (chinois : 苻堅 ; pinyin : fú jiān) (337 - 385), aussi de prénom social Yonggu (永固, yǒnggù) ou Wenyu (文玉, wényù), était un empereur (Tian Wang (天王, tiānwáng)) de l'État du Qin antérieur, assisté par le premier ministre Wang Meng. Il est mort tué par son successeur Yao Chang de la dynastie des Qin antérieur (351 — 394). Après sa mort on lui a donné le nom posthume de Xuanzhao (宣昭, xuānzhāo).